# Le Puits d'Argent
Le Puits d'Argent est un roman de fantasy écrit par Robin Hobb. Traduction française de la seconde moitié du livre original Blood of Dragons publié en 2013, il a été publié en français le 14 septembre 2013 aux éditions Pygmalion et constitue le huitième et dernier tome du cycle Les Cités des Anciens.

## Résumé
La dragonne Tintaglia, sur le point d'être tuée par des Chalcédiens à bord de deux navires sur le fleuve du désert des Pluies, reçoit l'aide inattendue des dragons de Kelsingra. Rapidement, l'attaque des dragons pousse les hommes à quitter leurs bateaux ; ils capitulent alors devant la démonstration de puissance destructrice des dragons. Pendant que Kalo reste auprès de Tintaglia pour lui fournir de la nourriture afin qu'elle ne meure pas, les bateaux sont amenés à Kelsingra par les anciens esclaves chalcédiens à qui la liberté a été rendue. Ces deux navires transportent des seigneurs chalcédiens, jamailliens et des Marchands de Cassaric désormais prisonniers. Une fois parvenus à Kelsingra, Alise Kincarron Finbok découvre avec effarement la présence d'Hest Finbok, son mari, parmi les prisonniers. Ce dernier tente de récupérer sa femme avec l'espoir d'obtenir une part de propriété de la cité de Kelingra. Mais l'annonce par cette dernière de l'infidélité d'Hest suivi par la confirmation  de cette affirmation par Sédric Meldar, le secrétaire d'Hest, rend cette tentative vaine. Kalo arrive ensuite en compagnie de Tintaglia à l'article de la mort. Le peu d'Argent que les gardiens ont réussi à récupérer au fond d'un puits parvient néanmoins à la sauver et elle s'empresse alors de faire de même avec Ephron, le bébé de Malta et Reyn Khuprus qui était lui aussi au bord de la mort. Thymara parvient à débloquer le fond du puits et l'Argent coule désormais à flot, permettant à Tintaglia de retrouver une parfaite santé. L'arrivée du dragon Glasfeu à Kelsingra pousse ses semblables à décider de partir attaquer le palais du duc de Chalcède afin de le tuer et ainsi d'éradiquer toute velléité d'attaque future de dragons de la part du royaume chalcédien.
En Chalcède, la santé de Selden Vestrit s'est améliorée et le duc boit désormais son sang régulièrement. Chassim, la fille du duc toujours prisonnière, est chargée de lui refaire recouvrer des forces après chaque prélèvement. Cette tache devient de plus en plus compliquée, Selden perdant des forces jours après jours. Les dragons arrivent alors et détruisent le palais en tuant le duc ainsi que de nombreux Chalcédiens. Tintaglia, chevauchée par Reyn, parvient à sauver Selden et Chassim. Peu après, cette dernière est instituée duchesse de Chalcède ; sa première décision est de sceller une paix durable avec les contrées frontalières de son royaume.